# Tarık Langat Akdağ
Tarık Langat Akdağ (Kenia, 16 de junio de 1988) es un atleta turco de origen keniano, especialista en la prueba de 3000 m obstáculos en la que llegó a ser subcampeón europeo en 2012.

## Carrera deportiva
En el Campeonato Europeo de Atletismo de 2012 ganó la medalla de plata en los 3000 m obstáculos, recorriéndolos en un tiempo de 8:35.24 segundos, llegando a meta tras el francés Mahiedine Mekhissi-Benabbad (oro con 8:33.29 s) y por delante del español Víctor García (bronce).